# Geelvinkmuskaatduif
De geelvinkmuskaatduif (Ducula geelvinkiana) is een vogel uit de familie der Columbidae (Duiven en tortelduiven). De vogel werd in 1873 door Hermann Schlegel als aparte soort Carpophaga geelvinkiana beschreven, maar wordt ook beschouwd als ondersoort: Ducula myristicivora geelvinkiana van de zwartknobbelmuskaatduif.

## Verspreiding en leefgebied
Deze soort is endemisch op eilanden in de Geelvinkbaai in de provincie Papoea (Indonesië).